# パール (THE YELLOW MONKEYの曲)
「パール」は、日本のロックバンド・THE YELLOW MONKEY22枚目のシングル。2000年7月12日にBMGファンハウスより発売。

## 概要
8thアルバム『8』の先行シングルとして、2週間前にリリース。3作連続のコラボレーションシングルを経て、吉井和哉セルフプロデュースにより制作された。
曲名のパールは「悔し泣きで流れる涙」を表現している。歌詞における「君」とは、『JAM』（1996年）のヒットという功績を残し2000年3月18日に急逝した元プロモーション担当・中原繁のこと。中原の友人でもあった吉井には特別な思い入れがあり、「『JAM』のマジックがもう一度起こるようにと願いながら作った」、また「今年のイエローモンキーの中で、圧倒的に俺はいいなあと。ロック・バンドとしてのイエローモンキーをもう一回ストレートに叩きつけた感じがあって。（ポップス仕様の）『BRILLIANT WORLD』と非常に対になる曲だなと」、「すごく簡単な曲をいかにイエローモンキー風にするかっていうのがテーマだった。ロックに目覚めた若い頃を思い出して作った」と語っている。
こうした背景もあり、解散後にメンバーが選曲した『MOTHER OF ALL THE BEST』には、2000年代リリースのシングルにおいて唯一収録された。

## 中原繁について
吉井和哉と同年齢。日本コロムビア・トライアドレーベルにてプロモーターを務めた。大学卒業後、コロムビアへアルバイトとして入社し、2ndアルバム『EXPERIENCE MOVIE』（1993年リリース時、吉井和哉26歳）のころから正社員としてTHE YELLOW MONKEYの専属担当となる。「リンダリンダ」を熱唱するパンクロック好きでありTHE YELLOW MONKEYの芸術世界とは隔たりがあったが次第に意気投合。吉井が深夜のラジオ番組『MIDNIGHT ROCK CITY』のパーソナリティを務めていたころは仕事の後に朝まで語り合う日々で、吉井には夢の足音が聴こえていたという。中原はコロムビアがシングルリリースに難色を示した「JAM/Tactics」に対し「絶対売ってやるよ!」とヒットに尽力した。
THE YELLOW MONKEYはコロムビア離脱の際、退所後に所属するマネジメント事務所へ共に移籍しないかと中原へ打診。しかし、”親”である会社を裏切らずコロムビアにとどまり、ミッシェル・ガン・エレファントを成功に導く。2000年3月18日、中原は担当の新人アーティストがゲスト出演するアマチュアバンドコンテストの最中に大動脈瘤破裂で死亡。急死の原因は過労、ストレス、暴飲暴食だったという。同日、THE YELLOW MONKEYは解散について議論していたが、訃報を聞いたことで解散を再考し、活動休止に入る。吉井は「パール」の歌詞について、中原に「どうしよう?」と語りかけるような内容にしたという。

## 収録曲
1. パール
（作詞・作曲：吉井和哉 / 編曲：THE YELLOW MONKEY）
NTV系「劇空間プロ野球」2000年8・9月度と日本シリーズ第4戦イメージソング。演奏時間は3分44秒と、シングル曲の中では最も短い。2013年に行われたファン投票で15位を獲得し、『イエモン-FAN'S BEST SELECTION-』に収録された。
2. STONE BUTTERFLY
（作詞・作曲：吉井和哉 / 編曲：THE YELLOW MONKEY・THE SAINT）
歌詞中に、アメリカ合衆国のバンドであるエアロスミスが1975年に発表されたアルバムのタイトル『闇夜のヘヴィロック』が登場する。
3. サイキック No.9（Live）
（作詞・作曲：吉井和哉 / 編曲：THE YELLOW MONKEY）
同年のツアー「SPRING TOUR」で先行披露されたテイクを収録。『8』には原曲が収録されている。
4. パール（Karaoke）
（作曲：吉井和哉 / 編曲：THE YELLOW MONKEY）

## 収録アルバム
＃1. パール
- 『8』（2000年7月26日）
- 『GOLDEN YEARS Singles 1996-2001』（2001年6月13日）
- 『MOTHER OF ALL THE BEST』（2004年12月8日）
- 『イエモン-FAN'S BEST SELECTION-』（2013年7月31日）
- 『THE YELLOW MONKEY IS HERE. NEW BEST』（2017年5月21日）
- 『Live Loud』※ライブテイクDISC1

＃2. STONE BUTTERFLY
- 『8』（2000年7月26日）

＃3. サイキック No.9（Live）
- 『MOTHER OF ALL THE BEST』（2004年12月8日）※初回版DISC3

## カバー
- 吉井和哉（ライブ「THANK YOU YOSHII KAZUYA」「STARLIGHT TOUR 2015」）※セルフカバー、尚前述のライブはピアノのみのアレンジで披露された。